# ناتاشا رامبوفا
كانت ناتاشا رامبوفا (اسمها عند الولادة: وينفريد كيمبال شونيسي؛ 19 يناير 1897 – 5 يونيو 1966) مصممة أزياء وديكور للأفلام الأمريكية وقدمت أدوارًا تمثيلية متفرقة، برز نشاطها في هوليوود في عشرينيات القرن العشرين. تخلت عن التصميم في مرحلة لاحقة من حياتها للسعي وراء اهتمامات أخرى، وتحديدًا علم المصريات، موضوعٌ نشرت عنه وجعل منها باحثة في خمسينيات القرن العشرين.
ولدت رامبوفا لعائلة بارزة في مدينة سولت ليك، وكانت العائلة عضوًا في كنيسة يسوع المسيح لقديسي الأيام الأخيرة. ترعرعت في سان فرانسيسكو وتلقت تعليمها في إنجلترا قبل بدء مسيرتها المهنية كراقصة، إذ قدمت عروضها تحت إشراف مصمم رقصات الباليه الروسي ثيودور كوسلوف في مدينة نيويورك. انتقلت إلى لوس أنجلوس في سن التاسعة عشرة، حيث أصبحت مصممة أزياء معتمدة لإنتاجات أفلام هوليوود. تعرفت هناك على الممثل رودولف فالنتينو، الذي تزوجت منه ودام زواجهما عامين بين 1923 و1925. منحها ارتباطها بفالنتينو شهرة واسعة النطاق يتمتع بها الممثلون عادةً. رغم اشتراكهما في العديد من الاهتمامات مثل الفن والشعر والروحانية، فقد اعتبر زملاؤها أنها مارست الكثير من السيطرة على عمله وألقوا باللوم عليها في العديد من الإخفاقات المهنية باهظة الثمن.
بعد طلاقها من فالنتينو في عام 1925، أدارت رامبوفا متجر ملابس خاص بها في مانهاتن قبل أن تنتقل إلى أوروبا وتتزوج من الأرستقراطي ألفارو دي أورزايز في عام 1932. وخلال هذه الفترة زارت مصر، بلدٌ افتُتنت به إلى حد كبير واستمر هذا الولع لبقية حياتها. أمضت رامبوفا سنواتها الأخيرة في دراسة علم المصريات وحصلت على منحتي ميلون للسفر إلى هناك ودراسة الرموز المصرية وأنظمة المعتقدات فيها. عملت على تحرير المجلدات الثلاثة الأولى من النصوص والتصورات الدينية المصرية (1954–7) لألكسندر بيانكوف، وساهمت أيضًا في فصلٍ من المجلد الثالث خاص بالرموز. توفيت عام 1966 في ولاية كاليفورنيا جراء نوبة قلبية أثناء عملها على مخطوطة تعاين الأنماط في النصوص الموجودة في هرم أوناس.
عُرفت رامبوفا لدى مؤرخي الموضة والفن بتصميماتها الفريدة في الأزياء التي استندت إلى مجموعة متنوعة من التأثيرات بطريقة متناسقة، بالإضافة إلى التزامها المتفاني بالدقة التاريخية وإتقان صناعتها. أشار الأكاديميون أيضًا إلى أهمية إسهاماتها التفسيرية في مجال علم المصريات. في الثقافة الشعبية، صُورت رامبوفا في العديد من الأفلام والمسلسلات التلفزيونية، وقد برزت شخصيتها في فيلم السيرة الذاتية لفالنتينو أسطورة فالنتينو (1975)، لعبت فيه إيفيت ميميو دورها، وفي فيلم فالنتينو (1977) للمخرج كين راسل، لعبت دورها ميشيل فيليبس، وظهرت أيضًا في السلسلة الخيالية التي تُعرض كمسلسل تلفزيوني قصة رعب أمريكية: فندق (2015)، لعبت دورها ألكسندرا داداريو.

## سيرتها المهنية

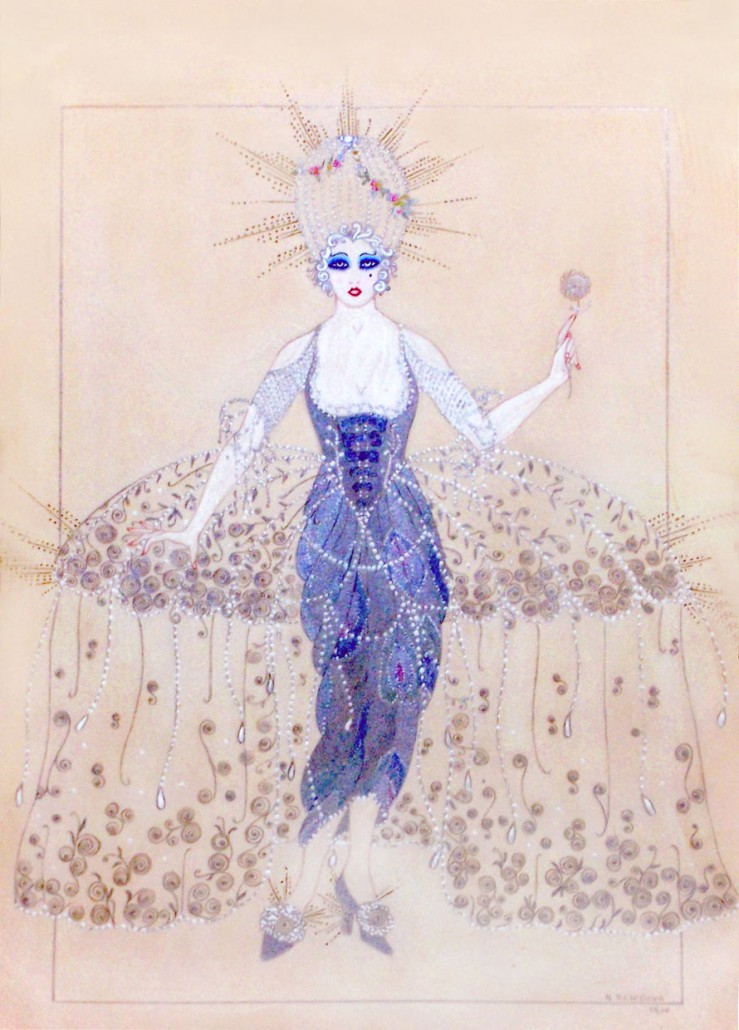
تصميم أزياء ناتاشا رامبوفا

### تصميماتها في الأفلام
في نحو عام 1917، عُيّن كوسلوف من قِبل سيسيل بي ديميل ممثلًا ومصمم أزياء لأفلام ديميل في هوليوود، وبعد ذلك انتقل هو ورامبوفا من نيويورك إلى لوس أنجلوس. نفذت رامبوفا معظم الأعمال الإبداعية نيابة عن كوسلوف بالإضافة إلى البحث التاريخي، ثم سرق تصاميمها وادعى أنها ملكه. عندما بدأ كوسلوف العمل مع المنتجة السينمائية الروسية آلا نازيموفا في شركة مترو بيكتشرز (لاحقًا إم جي إم) في عام 1919، أرسل رامبوفا لتقديم بعض التصميمات. طلبت نازيموفا بعض التعديلات، وقد انبهرت عندما تمكنت رامبوفا من إجراء هذه التغييرات على الفور بيدها. عرضت نازيموفا على رامبوفا عملًا في طاقم الإنتاج لديها بصفة مخرجة فنية ومصممة أزياء، واقترحت أجرًا يصل إلى 5,000 دولار أمريكي لكل عمل (ما يعادل 67,633 دولار أمريكي في عام 2021). بدأت رامبوفا العمل مع نازيموفا على الفور في الفيلم الكوميدي مليارات (1920)، إذ صممت الأزياء وتسلمت إخراجه الفني. صممت أيضًا أزياء فيلمين من أفلام سيسيل ديميل في عام 1920: لماذا تغير زوجتك؟، وشيء يدعو للتفكير. عملت في العام التالي مخرجة فنية في عمل ديميل الفاكهة المحرمة (1921)، إذ صممت (مع ميتشل ليسين) زيًا متقنًا لسلسلة خيالية مستوحاة من قصة سندريلا.
أثناء عملها في مشروعها الثاني لنازيموفا – أفروديت، الذي لم يُصور أبدًا – كشفت رامبوفا لكوسلوف أنها تخطط لتركه. أثناء الجدال الذي أعقب ذلك، حاول قتلها، بإطلاق النار عليها ببندقية. أُطلقت الرصاصة على ساق رامبوفا، واستقرت فوق ركبتها. هربت رامبوفا من شقة هوليوود التي كانت تتقاسمها مع كوسلوف إلى موقع تصوير فيلم أفروديت، حيث ساعدها المصور في إزالة الخرطوش من ساقها. على الرغم من طبيعة الحادث، استمرت في العيش مع كوسلوف لبعض الوقت.
من ناحية الأسلوب، فضلت رامبوفا مصممين مثل بول بوار وليون باكست وأوبري بيردزلي. تخصصت بالتأثيرات «الغريبة» و«الأجنبية» في تصميم الأزياء والمشاهد على حد سواء. بالنسبة للأزياء، فضلت الألوان الزاهية والحلي والأساور والأقمشة البراقة اللامعة والريش. سعت أيضًا إلى الدقة التاريخية في تصميماتها للأزياء والمشاهد. ذُكر في أحد إصدارات دورية عالم الصور المتحركة لعام 1917 بعنوان المرأة التي نسيها الله (أول مشروع فيلم لرامبوفا): «بالنسبة إلى دارسٍ للتاريخ، فإن دقة التصميمات الخارجية، والديكورات الداخلية، والأزياء والإكسسوارات ... ستمنح [الفيلم] إقبالًا كثيفًا».

### علاقتها مع رودولف فالنتينو
في عام 1921، قُدمت رامبوفا إلى الممثل رودولف فالنتينو في موقع تصوير فيلم نازيموفا بحارٌ مجهولة (1921). عملا بعدها سوية في فيلم كاميل (1921)، الذي فشل من الناحية المالية وأدى إلى إنهاء ميترو بيكتشرز لعقدها مع نازيموفا. أثناء إخراج الفيلم، دخلت رامبوفا مع فالنتينو في علاقة عاطفية. على الرغم من أن فالنتينو كان متزوجًا من الممثلة السينمائية الأمريكية جان أكير، فقد انتقل هو ورامبوفا للعيش معًا خلال عام، وكانت علاقتهما قائمة على الصداقة والمصالح المشتركة أكثر من الوفاق العاطفي أو المهني. اضطرا بعدها إلى التظاهر بالانفصال لحين الانتهاء من طلاق فالنتينو، وتزوجا في 13 مايو 1922، في مكسيكالي، المكسيك، حدثٌ وصفته رامبوفا بأنه «رائع... على الرغم من أنه تسبب في الكثير من القلق وأوجاع القلب في وقت لاحق». لكن القانون اشترط مرور عام قبل الزواج مرة أخرى، وسُجن فالنتينو بتهمة الجمع بين زوجتين، واضطر الأصدقاء إلى دفع كفالته لإخراجه. تزوجا بشكل قانوني في 14 مارس 1923، في كراون بوينت، إنديانا.
كانت رامبوفا روحانية كما فالنتينو، وكثيرًا ما كانا يزوران الوسطاء ويشاركان في جلسات الاستحضار والكتابة التلقائية. ألف فالنتينو كتابًا شعريًا بعنوان أحلام اليقظة، يحوي العديد من القصائد عن رامبوفا. اتضح أن فالنتينو ورامبوفا يحملان وجهات نظر مختلفة تمامًا عن الحياة المنزلية. اعتز فالنتينو بمُثل العالم القديم المتمثلة في أن تكون المرأة ربة منزل وأم، في حين كانت رامبوفا عازمة على الحفاظ على حياتها المهنية ولم تكن تنوي أن تصبح ربة منزل. عُرف فالنتينو بأنه طاه ممتاز، في حين اشتبهت الممثلة باتسي روث ميلر في أن رامبوفا لم تكن تعرف «كيف تصنع حلوى الفدج»، على الرغم من أنها كانت تعد المخبوزات في بعض الأحيان وكانت خياطة ممتازة. أراد فالنتينو الأطفال، لكن رامبوفا لم تشاركه الرغبة ذاتها.